# はじめの一歩 THE FIGHTING! DS
『はじめの一歩 THE FIGHTING! DS』（はじめのいっぽ ザ ファイティング ディーエス）は、ESPから2008年12月4日に発売されたニンテンドーDS専用ソフトである。森川ジョージ原作の漫画およびアニメ作品『はじめの一歩』を題材としている。

## 概要
『はじめの一歩』のゲーム作品では初となるニンテンドーDSでの作品。タッチペンによる操作だが、システムの変更をすることで従来型のボタン操作も可能。

## システム

### フルペンモード
全てをタッチペンのみで操作を行うモード。

### ハーフペンモード
移動は十字ボタン、パンチはタッチペンで行うモード。

### フルボタンモード
全てをボタンで行うモード。

## ゲーム内容

### チャレンジモード
原作に沿って対戦をする。A級トーナメント幕之内一歩と冴木卓麻の一戦からはじまる。

### フリー対戦モード
階級関係なく選んで対決ができる対戦モード。チャレンジモードで倒すと選べる人数が増える。

### 特訓ミニゲーム
木の葉つかみなど原作に登場した特訓をミニゲームとしてプレイできる。また、チャレンジモードの前でもプレイできる。

### 通信対戦モード
ニンテンドーDSの通信機能を使った対戦モード。

### データブック
チャレンジモード、フリー対戦モード、特訓ミニゲームのデータを見ることができる。